# Gletscherhorn
O Gletscherhorn é uma montanha dos Alpes Berneses, na Suíça, com 3983 metros de altitude e 346 m de proeminência topográfica.